# حزب الحداثة والديمقراطية لسورية
حزب الحداثة والديمقراطية لسورية، هو حزب سياسي سوري معارض، علماني ديمقراطي، تعود بدايات تأسيسه إلى حوار شبابي بدأته نواة من الشباب في دمشق وحلب عام 1996، ثم تأسس لاحقا في أبريل 2001 في سورية وعقد هناك مؤتمره التأسيسي، وزع الحزب بيانه التأسيسي في سورية ومنذ ذلك الحين، بدأ الحزب نشاطه العلني في الخارج من ألمانيا في ذات العام أي 2001 وأحرز بعد ذلك توسعات متتالية في المنفى في العديد من الدول العربية والغربية، رئيس الحزب الناشط السوري فراس قصاص.